# Linwood (Écosse)
Pour les articles homonymes, voir Linwood.
Linwood est une ville d'Écosse, située dans le council area et région de lieutenance du Renfrewshire.
Située à 23 kilomètres au sud-ouest de Glasgow, la ville a été profondément marquée par la présence sur son territoire d'une usine de construction de voitures. Sa construction commence en 1961 pour ouvrir le 2 mai 1963 en présence de Philip Mountbatten, duc d'Édimbourg, avec la production de la petite voiture Hillman Imp de Rootes Motors devenu par la suite Chrysler Europe. La production de ce modèle continua jusqu'en 1976. L'usine produit aussi des Hillman Avenger (en), sous ce nom puis sous celui de Chrysler Avenger et enfin celui de Talbot Avenger, ainsi que des Chrysler Sunbeam, vendues aussi sous le nom de Talbot Sunbeam.
L'usine ferma en 1981 car la direction de Peugeot Talbot décida de regrouper ses activités dans l'usine de Ryton Plant (en), à côté de Coventry. L'usine fut démolie en grande partie très rapidement après, les derniers vestiges étant démolis en 1996. Cette fermeture a laissé de nombreuses personnes au chômage. La chanson Letter from America (en) du groupe écossais The Proclaimers fait directement référence à cette fermeture.